# East Coast hip-hop
East Coast hip-hop, również hip-hop ze wschodniego wybrzeża – podgatunek muzyki hip-hop powstały na początku lat 70. XX wieku w nowojorskim Bronksie. Gatunek ten stał się popularny w połowie lat osiemdziesiątych i chociaż jego popularność zmalała z początkiem XXI wieku, to trwa do dzisiaj.

## Styl muzyczny
W przeciwieństwie do prostych rymów, jakie miały miejsce w Old-school hip hop, w East Coast hip hop duży nacisk kładzie się na „sprawność tekstową”. Gatunek charakteryzuje się złożonością rymów, grą słów i używaniem metafor. Chociaż East Coast hip hop nie posiada jednolitego brzmienia i stylu to wyróżnić można główne element, jakim są agresywne beaty, a to za sprawą soulowych sampli z lat 50., 60. i 70. Grupy, które przyczyniły się do rozpowszechnienia gatunku są EPMD, Public Enemy, Wu-Tang Clan, Eric B. & Rakim, Boogie Down Productions, Big Daddy Kane i Slick Rick. Tematyka w całej historii East Coast hip hopu waha się od nauki pięcioprocentowców do mafijnych porachunków. Ten drugi z czasem przekształcił się w osobny gatunek zwany mafioso rap, a jego głównymi przedstawicielami są Raekwon i Kool G Rap.

## Historia

### Początki gatunku (1970–1980)
East Coast hip hop czasami określany również jako New York Rap ze względu na pochodzenie i rozwój w Nowym Jorku na początku lat 70. Pionierami tego stylu byli DJ Kool Herc, Grandmaster Flash, Afrika Bambaataa, Sugarhill Gang, Kurtis Blow, Grandmaster Jay i Run-D.M.C. Głównym tematem przewodnim artystów był Afrocentryzm.

### East Coast Renesans
Na początku lat 90. chociaż East Coast hip-hop był już popularny, to w USA ciągle dominował West Coast hip-hop, dzięki takim artystom jak Dr. Dre, Eazy-E czy Ice Cube.
Za East Coast Renesans uważa się debiuty takich artystów jak Nas płytą Illmatic, Wu-Tang Clan albumem Enter the Wu-Tang (36 Chambers) i Gang Starr – Hard to Earn. Ten okres określa się jako Złota Era hip hopu.